# Кузьма (приток Челмы)
Кузьма — река в России, протекает в Подпорожском районе Ленинградской области.

## Географические сведения
Исток реки находится в озере Кузозеро на высоте 114,5 метра над уровне моря. Далее она протекает через озеро Вачозеро вытекая из его залива Согинская Кара. Устье реки находится в 4 км к северо-востоку от станции Свирь, в 3,8 км по правому берегу реки Челмы. Длина реки составляет 28 км, водосборная площадь 110 км², площадь водосборного бассейна 110 км².

## Данные водного реестра
По данным государственного водного реестра России относится к Балтийскому бассейновому округу, водохозяйственный участок реки — Свирь без бассейна Онежского озера, речной подбассейн реки — Свирь (включая реки бассейна Онежского озера). Относится к речному бассейну реки Нева (включая бассейны рек Онежского и Ладожского озера).
Код объекта в государственном водном реестре — 01040100712102000012646.

## Галерея
- Река Кузьма
- Таёжная речка Кузьма
- Река Кузьма с мостика